# Sega Master System
Sega Master System (яп. マスターシステム, Масута: Сісутему, SMS) 8-бітна гральна консоль третього покоління, розроблена та випущена компанією Sega. Спочатку приставка була випущена в Японії у 1985 році під назвою Sega Mark III. Після модернізації перед виданням у Північній Америці, приставка була перейменована на Master System і випущена 1986 року в США, 1987 року у Європі, й у 1989 році у Бразилії. Master System була повторно перевипущена в Японії у 1987 році, відрізняючись від експортних моделей наявністю додаткових можливостей. Mark III, як і оригінальні моделі Master System, могли працювати й зі звичайними картриджами, які офіційно називалися Mega Cartridges, і з Sega Cards, розміром з банківську картку, які продавалися за меншу ціну, ніж картриджі. Master System II та пізніші моделі не мали слота для карток.
Master System, що є спадкоємицею SG-1000, була створена як прямий конкурент приставці Nintendo Entertainment System. На відміну від її суперниці Master System використовувала більш сучасне апаратне забезпечення, але попри це, їй не вдалося побороти Nintendo по продажах у Японії та Північній Америці. При цьому приставка досягла значно більших успіхів у продажах у Європі та Бразилії. У порівнянні з NES в ігровій бібліотеці Master System було набагато менше ігор через ліцензійну політику Nintendo, яка вимагала від видавців ексклюзивності ігор для NES.
Загальний обсяг продажів приставки, за винятком Бразилії, оцінюється в 13 мільйонів примірників. Система отримала хороше прийняття і вплинула на розвиток Sega Mega Drive. На Master System вийшли деякі добре відомі ігри, проте загалом оглядачі критично ставляться до її невеликої бібліотеки ігор. На 2015 рік Master System є найбільш довго виробленою ігровою приставкою — понад 30 років — що сталося завдяки її популярності в Бразилії, де її виробництво триває.

## Історія

### Передмова
На початку 1980-х Sega Enterprises, Inc. була дочірньою компанією американського конгломерату Gulf and Western і однією з найбільших виробників аркадних ігор у Сполучених Штатах, її доходи до середини 1982 склали 214 мільйонів доларів. Спад в індустрії аркадних ігор, що почався в 1982 році, негативно вплинув на компанію, що змусило Gulf and Western продати північноамериканський підрозділ Sega, який належить їм, займається виробництвом та ліцензуванням відеоігор. Його покупку здійснила компанія Bally Manufacturing.
Конгломерат зберіг за собою дочірню японську компанію, Sega Enterprises, Ltd., а також північноамериканський підрозділ із досліджень та розробок. Із занепадом аркадного бізнесу керівники Gulf and Western звернулися до президента Sega Enterprises Хаяо Накаямі за порадою про те, як діяти. Накаяма запропонував компанії використати свій досвід створення апаратного забезпечення, накопичений за роки роботи в індустрії аркадних автоматів. Це мало б дозволити вийти на японський ринок домашніх ігрових приставок, який у той час був у зародковому стані. Накаямі дали дозвіл на роботу з даного проєкту, і згодом у його рамках відбувся випуск першої домашньої приставки компанії Sega SG-1000.
SG-1000 почала продаватися в Японії 15 липня 1983 за ціною 15 000 єни, того ж дня, коли корпорація Nintendo випустила свою приставку Family Computer. Корпорація Gulf and Western Industries після смерті свого засновника Чарльза Блюндорна і паралельно з випуском SG-1000 стала позбавлятися своїх непрофільних бізнесів включаючи японську компанію Sega. У 1984 році Накаяма та колишній генеральний директор Sega Девід Розен, з фінансовою підтримкою від CSK Corporation, купили японський підрозділ. Його генеральним директором був призначений Накаяма, і згодом його було перетворено на Sega Enterprises, Ltd.

### Mark III

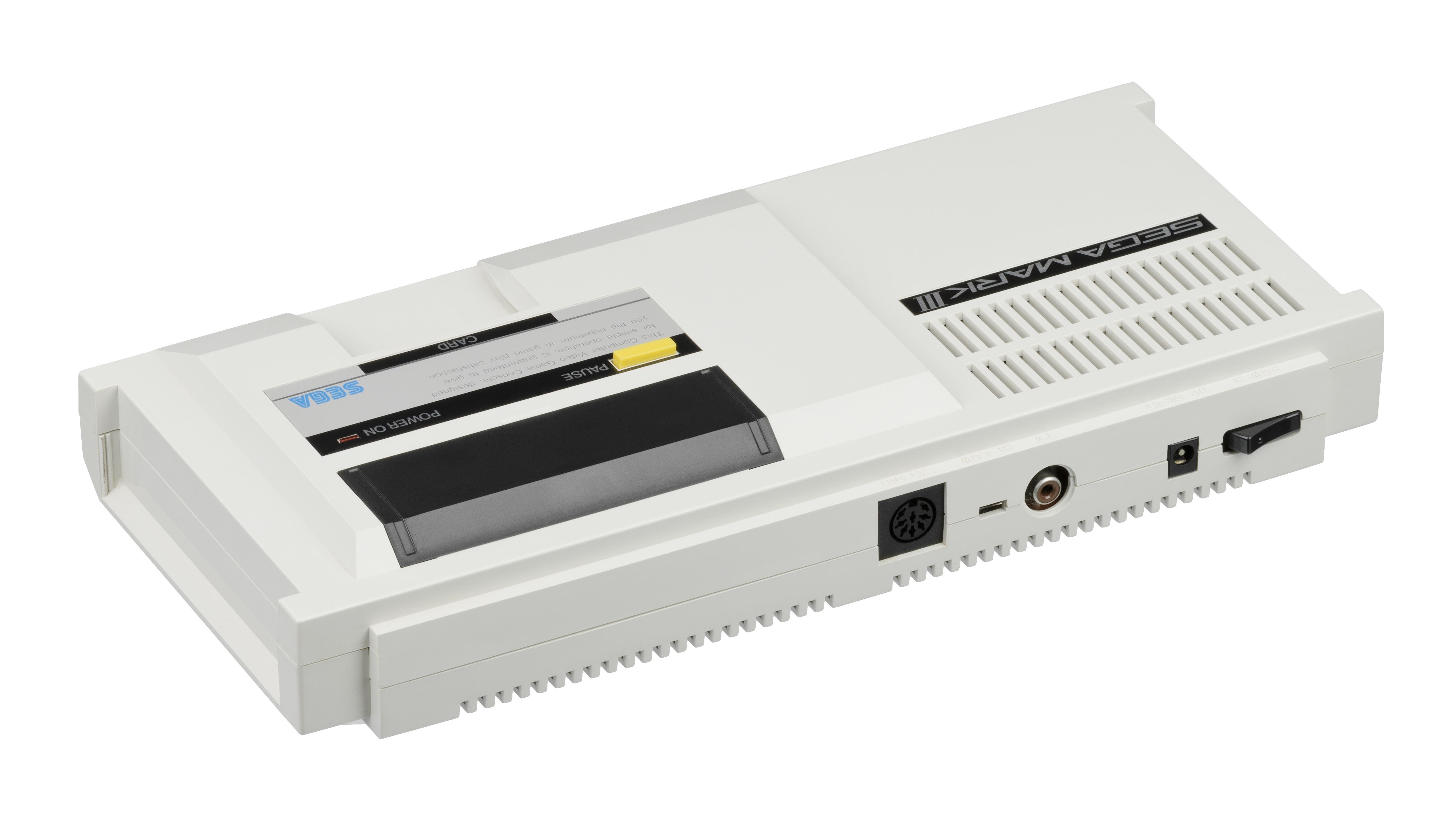
Mark III, вид ззаду

Sega випустила іншу приставку — SG-1000 II — за ту ж ціну в 15 000 єн. Вона зазнала деяких змін у порівнянні з оригінальною моделлю — наприклад, контролери стали від'єднуваними. SG-1000 II продавалася не дуже добре, і це призвело до того, що Sega вирішила продовжити роботу над удосконаленням апаратного забезпечення. У результаті було створено приставку Sega Mark III, що вийшла на ринок Японії 1985 року. Центральним процесором в SG-1000 і SG-1000 II був Zilog Z80A, що працює на частоті 3,58 МГц, тоді як у Mark III, SC-3000 і Master System використовувався Zilog Z80A із частотою 4 МГц.
Крім цього, Mark III й Master System отримали слот Sega Card, який раніше використовувався у SG-1000. Mark III була розроблена тією ж командою, яка зробила SG-1000 і стала її модернізованим варіантом. До складу команди входили Хідекі Сато та Масамі Ісікава, які пізніше очолили розробку Sega Mega Drive. За словами Сато, модернізований варіант був розроблений через обмеження графічного чипа TMS9918 в SG-1000 і II, який не мав достатньої потужності для тих ігор, які хотіли створювати в Sega. Чип для Mark III був розроблений власними силами на основі графічного чипа у платі аркадної системи Sega System 2.
Sega Mark III була випущена в жовтні 1985 року в Японії, де вона надійшла у продаж за ціною 15 000 єни. Попри те, що Mark III була потужніша за свого конкурента Famicom, успішного запуску не вийшло. Складнощі виникли через практику Nintendo щодо ліцензування ігор у сторонніх розробників, оскільки на той час від розробників ігор для Famicom, Nintendo вимагала, щоб їх ігри не випускалися для інших приставок. Щоб подолати це, Sega стала розробляти свої ігри та набувати прав на портування ігор інших розробників, але продажі залишилися невисокими. NEC пізніше при розробці ігор TurboGrafx-16 застосовувала для деяких ігор від Sega ту ж стратегію. Марк Черні розповів, що при розробці ігор на Master System на один типовий проєкт відводилося один-два програмісти, термін розробки становив три місяці, і «тиск був дуже і дуже високим».

### Випуск у Північній Америці під назвою Master System

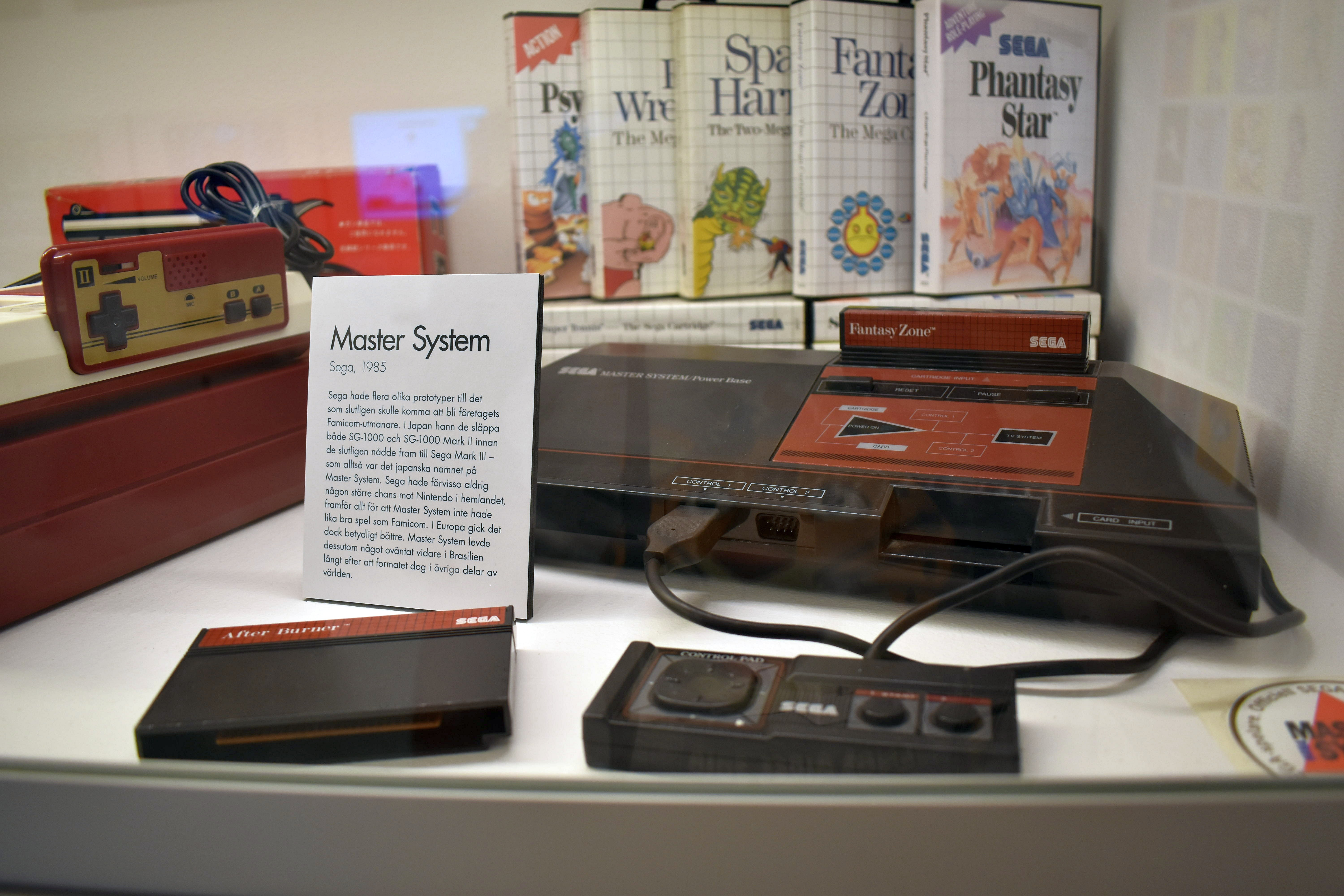
Дизайн Master System було змінено з урахуванням західних уподобань. Упаковка приставки та ігор була оформлена у вигляді сітки на білому тлі, на таке оформлення надихнула продукція компанії Apple.

Хоча SG-1000 не була представлена у Сполучених Штатах, Sega сподівалася, що у Північній Америці відносини з ігровими приставками підуть краще, ніж у Японії. Для цього у 1986 році була створена компанія Sega of America для управління споживчими товарами компанії у Північній Америці. Розен та Накаяма найняли Брюса Лоурі, віце-президента Nintendo of America з продажу. Лоурі вмовили змінити компанію, тому що Sega дозволила йому відкрити новий офіс у Сан-Франциско. Він обрав для свого підрозділу назву «Sega of America», оскільки раніше працював у Nintendo of America і йому подобалося поєднання слів. Спочатку перед Sega of America стояло завдання перепакувати Mark III для випуску у західних країнах. Компанія Sega of America провела ребрендинг Mark III і назвала її Master System, подібно до того, як Nintendo перейменувала Famicom в Nintendo Entertainment System. Назва була обрана співробітниками Sega of America, які кидали дротики у дошку із запропонованими варіантами. Плани з випуску найдешевшої версії приставки, Base System, також вплинули на рішення.
Після того, як назва Mark III була змінена на Master System, приставка була випущена в 1986 в Північній Америці за ціною 200 доларів США, і в комплекті з нею поставлявся картридж з іграми Hang-On і Safari Hunt. Sega та її конкурент Nintendo, яка постачала Famicom на північноамериканський ринок під назвою Nintendo Entertainment System, планували витратити 15 мільйонів доларів США восени та взимку 1986 року на рекламу своїх приставок. У плани Sega входив продаж у 1986 році від 400 000 до 750 000 екземплярів Master System. До кінця 1986 було продано 125 тисяч приставок Master System. За той же час продажі конкурентів Atari 7800 та NES склали 100 тисяч та 1,1 мільйона відповідно.
Як і в Японії, у Master System у Північній Америці була обмежена бібліотека ігор, які були не такі популярні, як ігри для NES. Sega могла протиставити практиці Nintendo щодо ліцензування ігор лише двома незалежними американськими видавцями ігор: Activision та Parker Brothers. До 1988 року Nintendo заволоділа 83 відсотками частки ринку відеоігор у Північній Америці. Sega стверджувала, що «наша система — перша, де графіка на коробці фактично відповідає графіку гри», і компанія Master System пропонувала «аркадні враження» домашнім гравцям, проте у відділі маркетингу було лише два співробітники, через що Sega була у невигідному становищі щодо реклами. Водночас Sega продала права на поширення Master System у Сполучених Штатах компанії Tonka, яка не мала досвіду роботи з електронними розважальними системами. Деякі рішення Tonka по Master System включали відмову від локалізації кількох популярних відеоігор, які добре продавалися у світі. Проте, попри зміну розповсюджувача, приставка продовжувала погано продаватися. У жовтні 1987 року в Японії відбувся повторний випуск Master System за ціною в 16 800 єни, але продажі були такими ж поганими, як і у Mark III. Жодна з моделей не стала в Японії серйозним суперником приставці від Nintendo.

### Європа, Бразилія та інші ринки

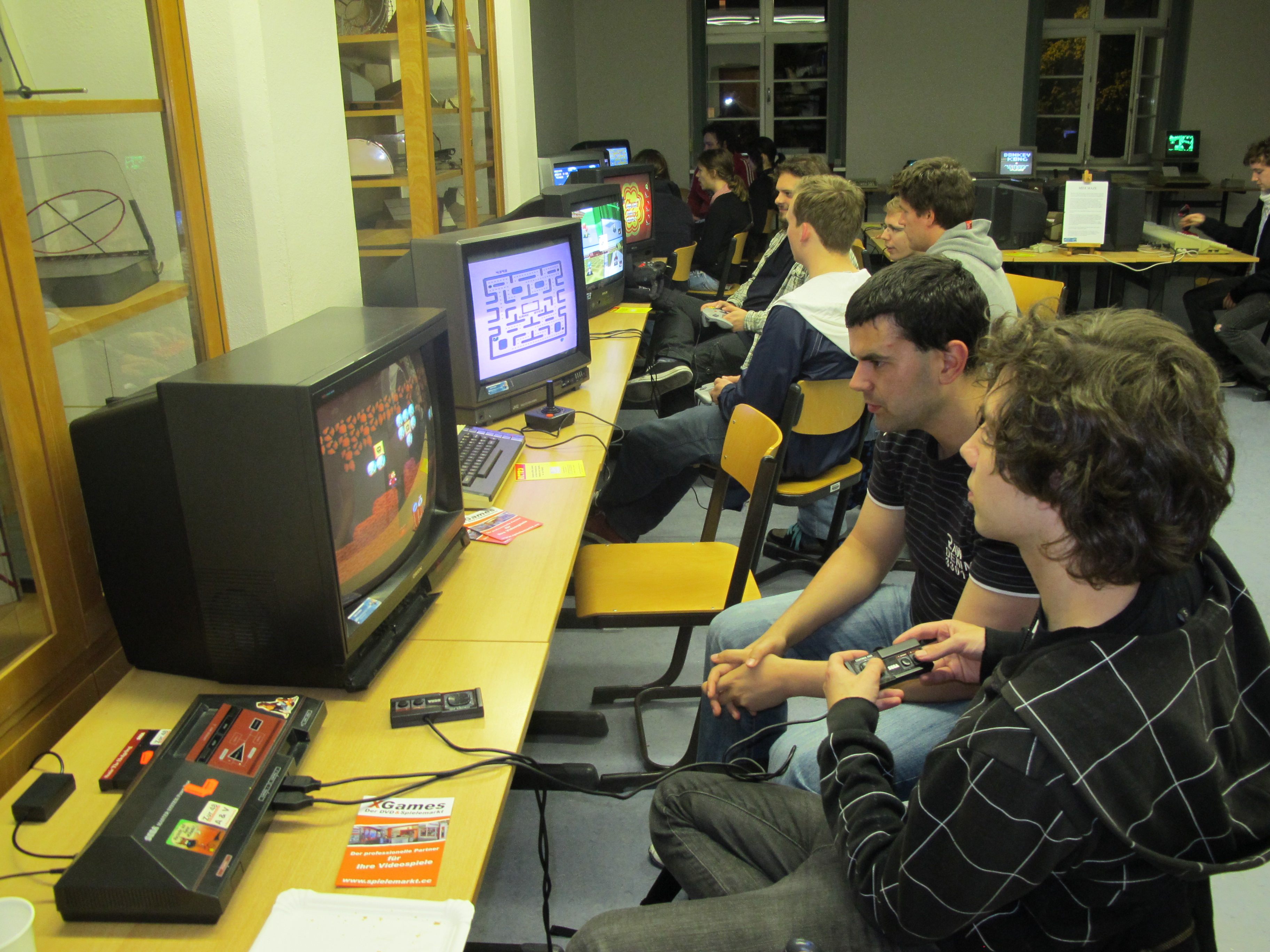
Студенти в Лейпцигу, Німеччина, які грають у гру Alex Kidd in Miracle World на Master System. Приставка була популярною у Європі, де було продано близько 6,8 мільйона її екземплярів.

Випуск Master System у Європі відбувся у 1987 році, і розповсюдженням займалися компанії Mastertronic у Сполученому Королівстві, Master Games у Франції, та Ariolasoft у Німеччині. Спочатку компанія Ariolasoft уклала договір поширення приставки у Сполученому Королівстві, але не змогла домовитися з Sega щодо цінової політики, й у результаті договір про поширення перейшов до Mastertronic. Mastertronic рекламувала Master System як «аркадну систему для дому» і запустила її в продаж за ціною 99 фунтів стерлінгів. Роздрібні продавці залишили великі попередні замовлення, але Sega не змогла забезпечити доставку вчасно, зумівши доставити товари лише до «Дня подарунків», через що багато продавців скасували свої замовлення. В результаті Master Games і Mastertronic опинилися в сильній фінансовій скруті, а Ariolasoft пообіцяла більше ніколи не працювати з Sega. Mastertronic на той час вже продала частку в 45 % своїх акцій корпорації Virgin Group, і була змушена продати залишок частки, щоб уникнути банкрутства. Назва компанії було змінено на Virgin Mastertronic, і вона в 1988 отримала права на поширення продукції Sega по всій Європі.
Virgin Mastertronic зайнялася маркетингом Master System за допомогою ігор, портованих з аркадних автоматів, і позиціонувала її як альтернативу домашнім комп'ютерам Commodore 64 і ZX Spectrum, перевершуючи за якістю ігор. Внаслідок цього, а також через малоефективний маркетинг NES в Європі у Nintendo, Master System почала залучати європейських розробників ігор. Master System зайняла значну частину європейського ринку відеоігор завдяки випуску наступної приставки Sega — Mega Drive. В 1989 році компанія Virgin Mastertronic почала надавати в прокат приставку Master System і 20 ігор. У Великій Британії також пройшов національний чемпіонат з відеоігор Sega, переможець якого змагався з японськими та американськими чемпіонами у британському телешоу Motormouth. Гравці змагалися у різних іграх, таких як Astro Warrior, платформери та спортивні ігри. До кінця 1980-х років у Великій Британії, Master System випереджала NES з продажу.
Master System мала успіх у Європі. До 1990 року Master System була найбільш продаваною приставкою у Європі, незважаючи на те, що у Великій Британії швидко зростала база користувачів NES. У 1990 році Virgin Mastertronic продала у Великій Британії 150 000 приставок Master System, що більше, ніж 60 000 приставок Mega Drive та 80 000 приставок Nintendo, проданих за той же період. У всій Європі того ж року було продано 918 000 приставок Sega порівняно з 655 000 проданими приставками Nintendo.
Бразилія, де приставка почала продаватися у вересні 1989 і поширювалася компанією Tectoy, стала успішним ринком для Master System. Компанія Tectoy, бразильський стартап, що спеціалізується на електронних іграшках, звернулася до Sega з пропозицією розповсюджувати їхню продукцію. Незважаючи на сумніви, викликані ситуацією з Tonka у США, Tectoy зрештою отримала право керувати продукцією Sega у Бразилії. Їхній успіх у поширенні світлового пістолета Sega, заснованого на аніме Akai Kodan Zillion, дав Sega упевненість у тому, що Tectoy зможе займатися поширенням Master System. До кінця 1990 року встановлена користувальницька база у Бразилії становила близько 280 000 одиниць. Tectoy запустила телефонну службу з порадами з ігор, створила клуб власників Master System та займалася трансляцією програми Master Tips під час рекламних пауз телешоу Sessão Aventura на телеканалі Rede Globo. Nintendo з'явилася у Бразилії лише у 1993 році і не могла конкурувати на бразильському ринку, оскільки у ньому домінували клони NES. На той момент Tectoy займала 80 % бразильського ринку відеоігор.
У Південній Кореї Sega Mark III була випущена в квітні 1989 компанією Samsung під назвою «Gam*Boy», а потім Master System II була випущена в 1992 під назвою «Aladdin Boy». До 1993 року в Південній Кореї було продано 720 000 одиниць цієї приставки, вона обігнала NES (випущену Hyundai Group під назвою «Comboy») і на той момент стала найбільш продаваною приставкою в Південній Кореї. Master System також була популярна в Австралії, де тільки в 1990 було продано 250 000 одиниць, і де вона була більш успішною, ніж NES. До листопада 1994 року у Австралії продали 650 000 приставок Master System.

### Перехід до Mega Drive та занепад

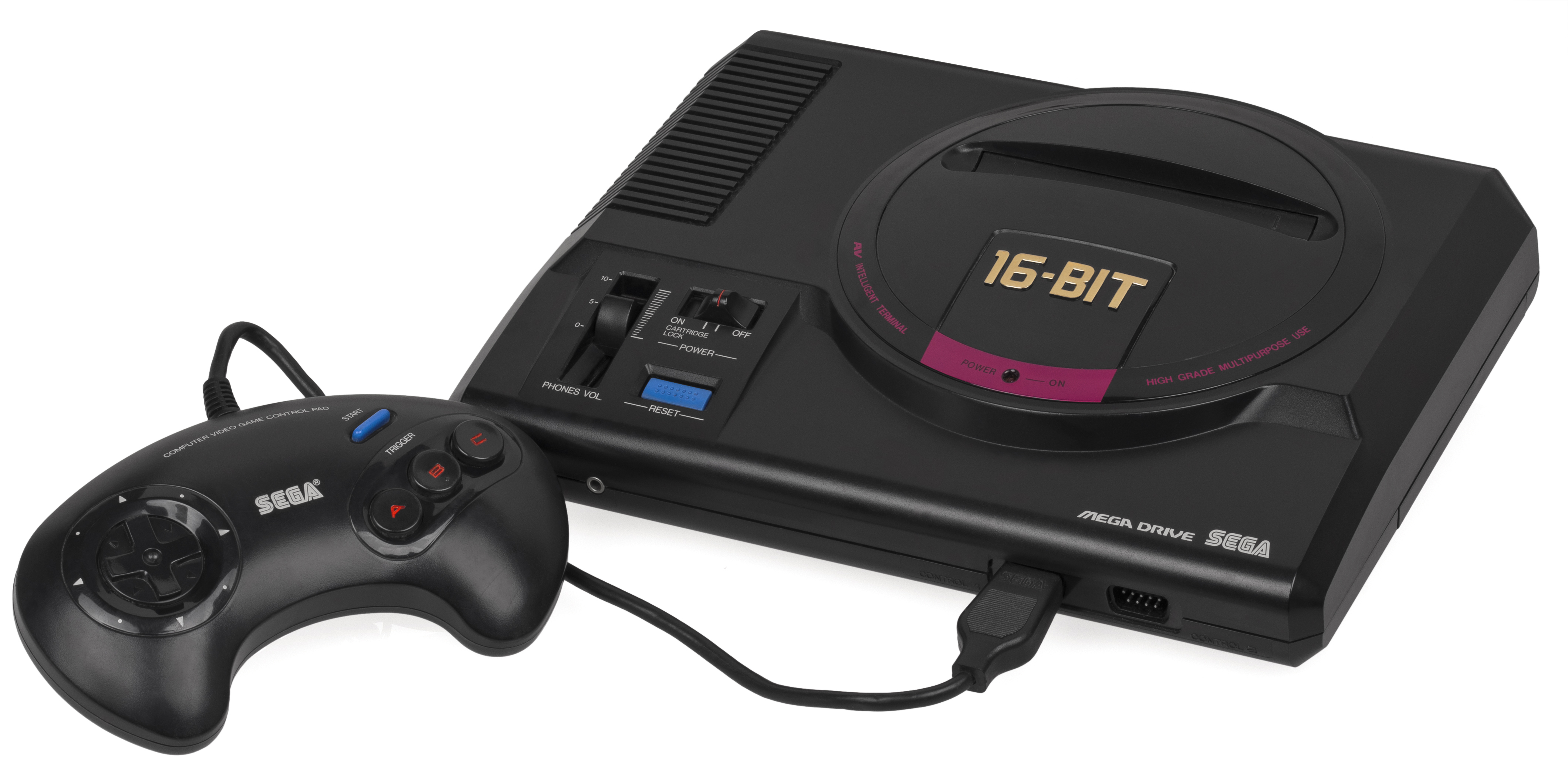
Mega Drive, видана в Північній Америці під назвою Genesis стала спадкоємицею Master System

29 жовтня 1988 Sega випустила в Японії Mega Drive — приставку наступного покоління. Останньою комерційною грою для Mark III та Master System, виданою в Японії, стала Bomber Raid 1989 року. У тому ж році Sega готувалася до видання Mega Drive — названої Genesis — у Північній Америці. Розчарувавшись у Tonka, яка контролювала продаж Master System, Sega викупила назад права на маркетинг та розповсюдження приставки у Сполучених Штатах. У 1990 році була випущена нова модифікація приставки під назвою Master System II, яка була спроєктована з розрахунком на її здешевлення, і в ній було прибрано слот Sega Card. Sega самостійно зайнялася просуванням оновленої приставки на ринку, але з нею компанії не вдалося досягти успіху незважаючи на те, що Tonka вже не брала участі в маркетингу. У 1991 році Nintendo уклала угоду з врегулювання претензій Федеральної торгової комісії в рамках антитрестівського законодавства США, і була змушена відмовитися від деяких своїх ліцензійних практик, але до цього часу Master System вже занепадала. На початку 1992 року виробництво Master System для північноамериканського ринку припинилося. До цього моменту було продано у США від 1,5 до 2 мільйонів приставок, що було менше, ніж у Nintendo та Atari, які займали 80 та 12 відсотків частки ринку відповідно. Останньою грою, ліцензованою для американського ринку, стала Sonic the Hedgehog, що вийшла в 1991 році.

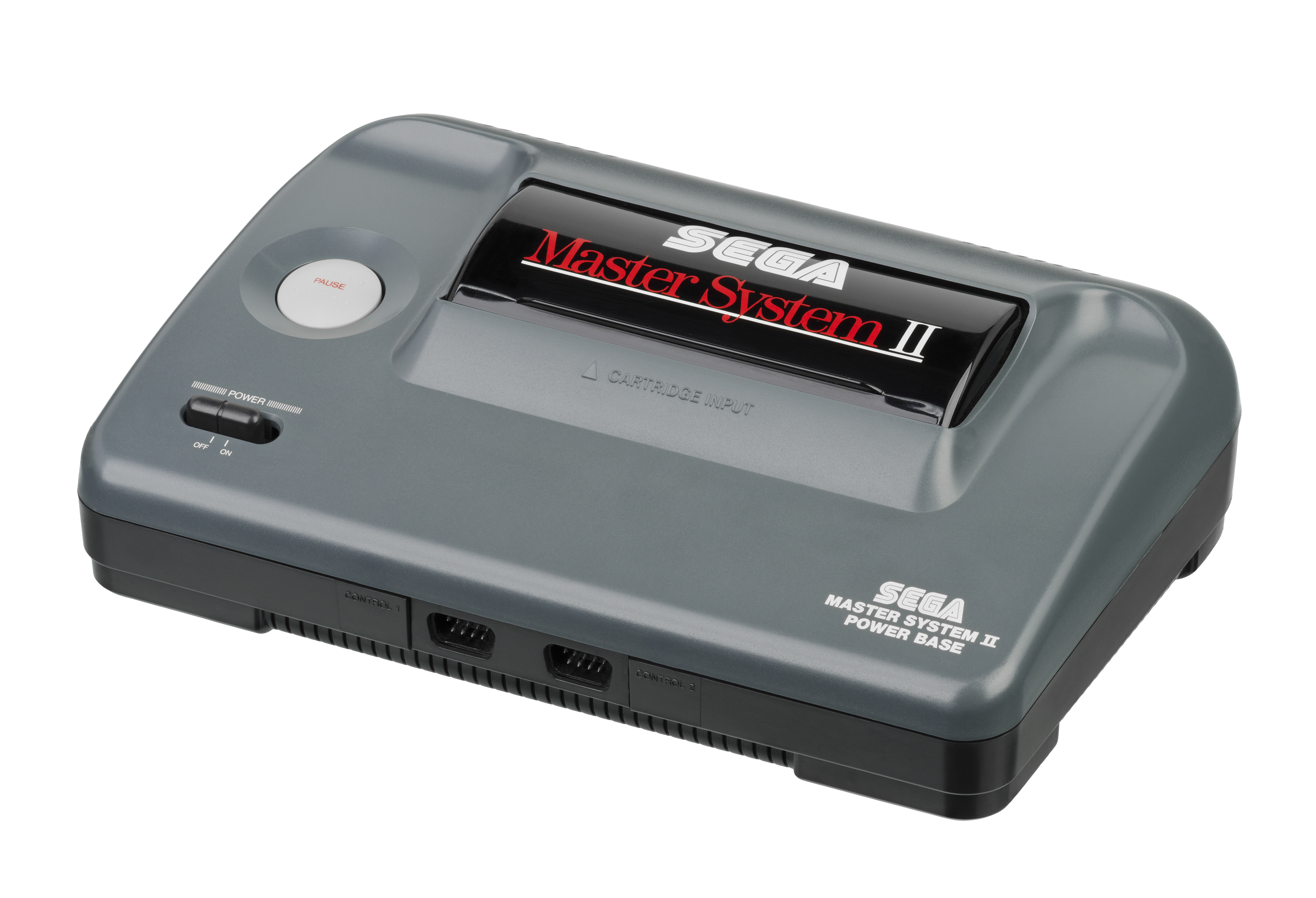
Master System II, випущена у 1990 році за зниженою ціною.

На відміну від японського та американського ринків, Master System досягла успіху на європейському, де вона значно випередила NES з продажу. Вже до кінця 1993 року активна встановлена база Master System у Європі становила 6,25 мільйонів одиниць, що більше, ніж 5,7 мільйонів екземплярів Mega Drive в тому ж році. За сумою користувальницьких баз Master System і Mega Drive, Sega того року займала більшу частину європейського ринку. Найбільш вдалими ринками для Master System в європейському регіоні були Франція і Сполучене Королівство, в яких активна база користувача в 1993 році становила 1,6 і 1,35 мільйонів приставок відповідно. Master System II стала успішною в Європі та дозволила зберегти частку ринку Sega. Випуски ігор у Європі продовжилися, і згодом вийшли такі ігри як Sonic the Hedgehog 2, Streets of Rage 2, и Mercs.
Master System зберегла популярність у Бразилії, де з'являлися та випускалися нові модифікації приставки — вже після того, як виробництво Master System було припинено в інших країнах. Оригінальний виробник приставки (компанія Tectoy) отримав права її у 1989 року, і це сприяло незвичайної тривалості часу виробництва приставки. У Бразилії було випущено дві приставки Master System: Master System Compact та Master System 3. У 2015 році продажі всіх модифікацій Master System у Бразилії склали 150 000 одиниць на рік, що можна порівняти з сучасними системами, такими як PlayStation 4. До 2016 року у Бразилії було продано 8 мільйонів приставок Master System.

## Технічні характеристики

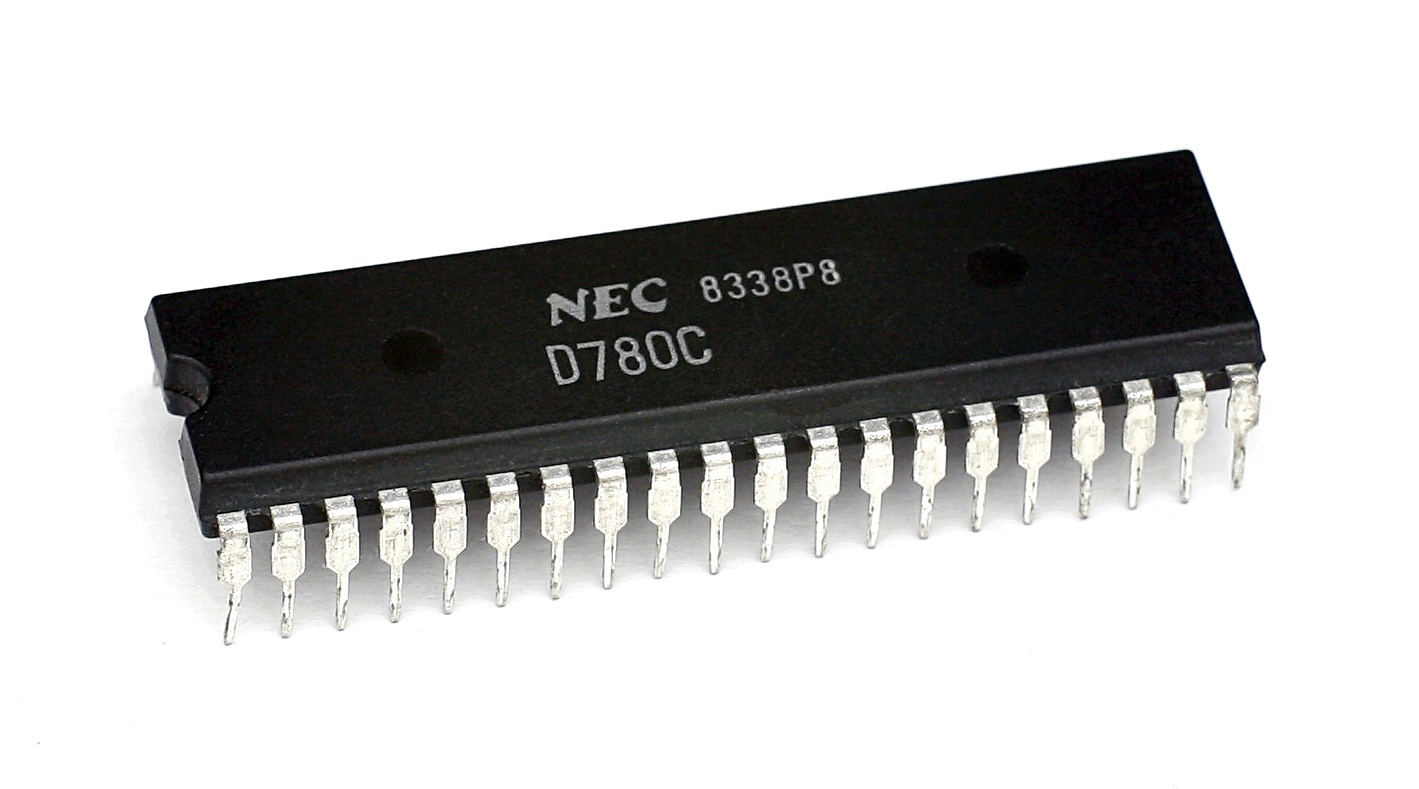
Zilog Z80A, вироблений компанією NEC

Центральним процесором Master System є 8-бітний процесор Zilog Z80A, що працює на тактовій частоті 4 МГц. Приставка має 8 Кбайт ПЗП з BIOS, 8 Кбайт ОЗП та 16 Кбайт відеопам'яті. Відео відтворюється через радіочастотний спліттер і відображає графічне зображення з роздільною здатністю 256×192 пікселів, яке може мати до 32 різних кольорів, які вибираються з палітри в 64 кольори. Розмір Master System становить 365×170×70 мм, тоді як у Mark III розміри становлять 318×145×52 мм. Mark III та Master System мають по два слоти для ігор — один для картриджів Mega Cartridge, інший для карток Sega Card. Додатково у них є слот розширення та два порти для ігрових контролерів. Звук відтворюється за допомогою програмованого звукового генератора Texas Instruments SN76489. Японська версія додатково включає звуковий чип Yamaha YM2413, що відтворює 9-канальний FM-звук. Ігри Master System можуть бути запущені на її спадкоємиці Mega Drive за допомогою аксесуарів Power Base Convertor. Аналогічно, на Game Gear ігри запускаються з допомогою Master System Converter. Порівняно з NES від Nintendo, Master System була розроблена з покращеними технічними характеристиками — в ній було вдвічі більше оперативної пам'яті.
Приставка випускалася у кількох варіантах. У 1990 році з'явилася версія Master System II, у якої для зниження вартості було прибрано кілька компонентів — слот для карток Sega Card, кнопка перезавантаження, індикатор живлення, порт розширення, а також логотип з музикою, що з'являється при включені. У Бразилії компанією Tectoy було видано різні варіанти приставки. До них належить Master System 3 Compact, яка постачалася з радіопередавачем для підключення до телевізора. Іншим варіантом є приставка рожевого кольору Master System Girl, яка розрахована на жіночу цільову аудиторію. Третім стала випущена в 2006 Master System 3 Collection, яка містить 120 вбудованих ігор.

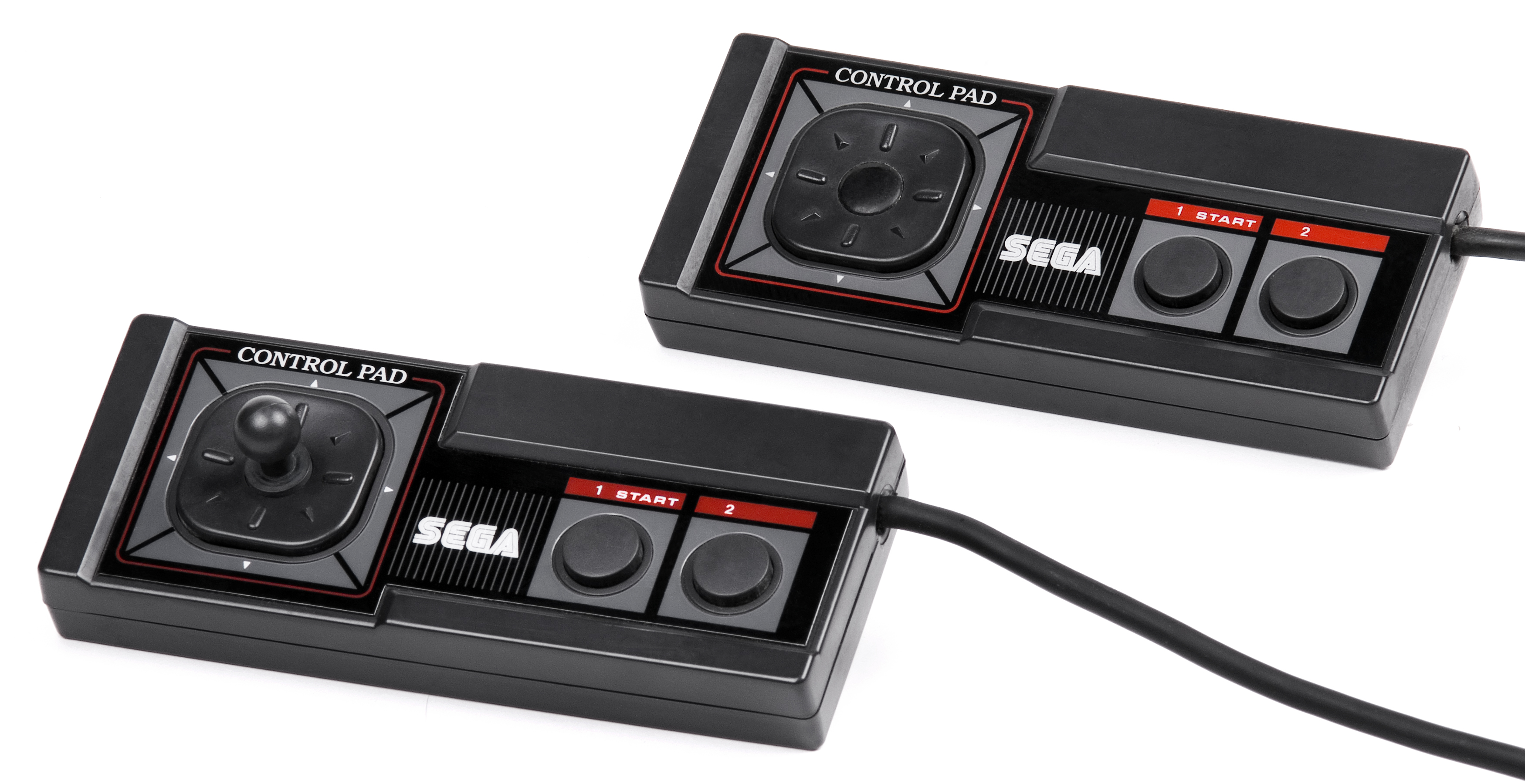
Геймпади Master System
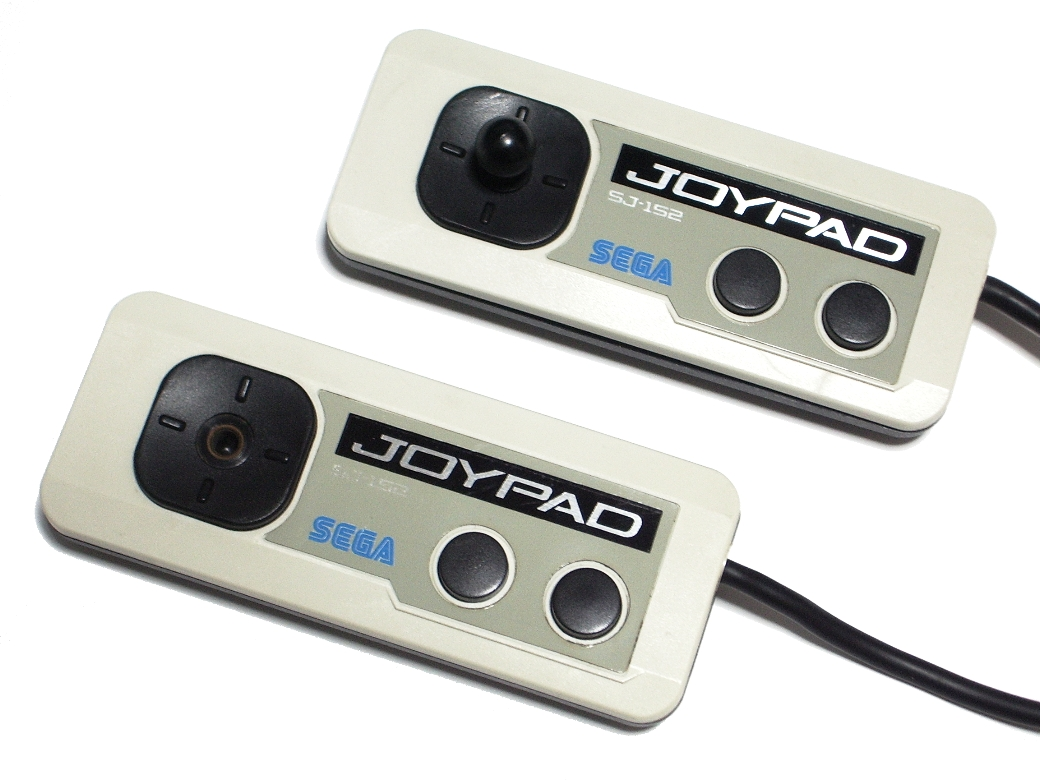
Геймпади Mark III
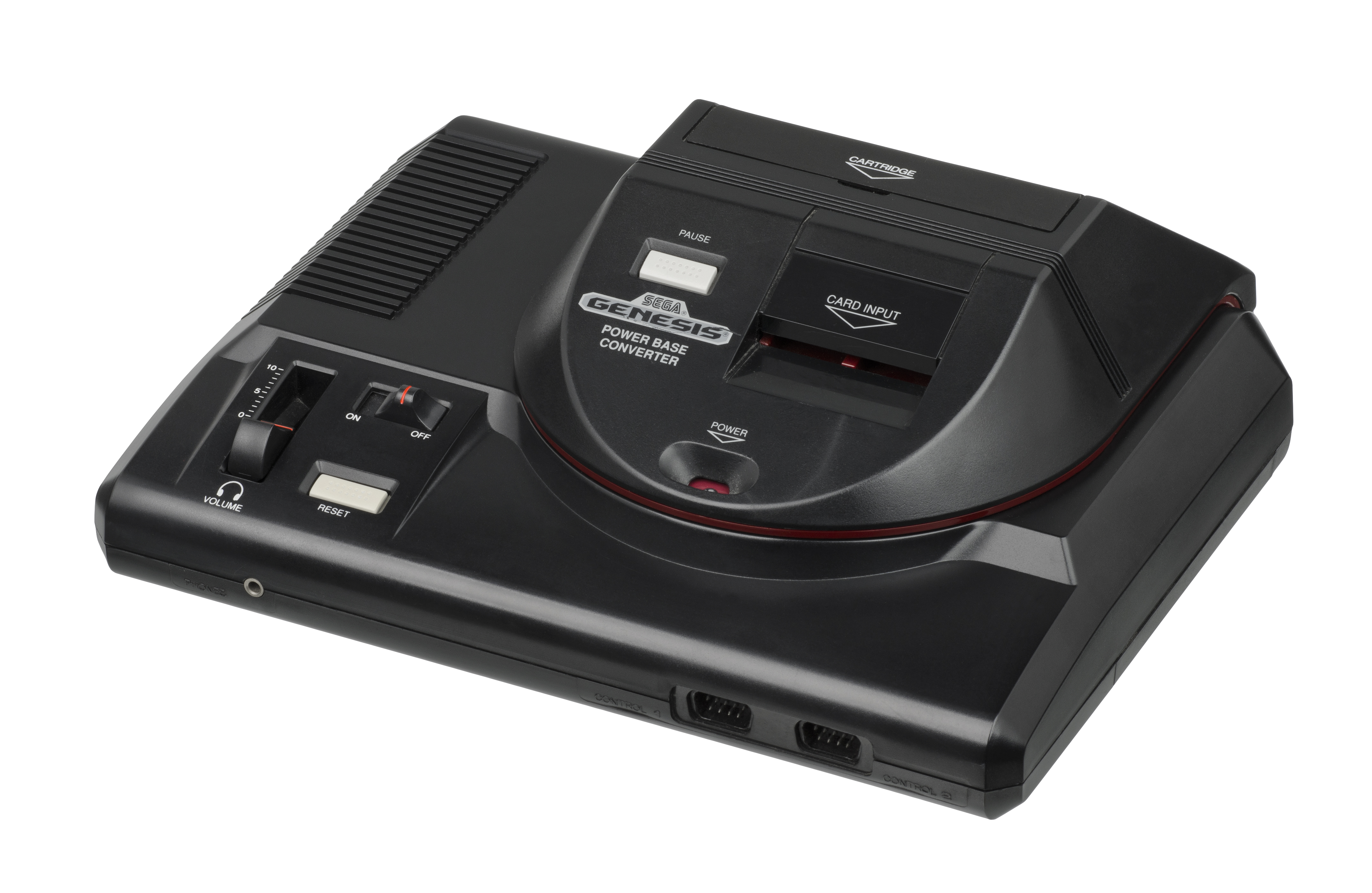
Пристрій Power Base Converter, встановлене на приставці Sega Genesis першої моделі
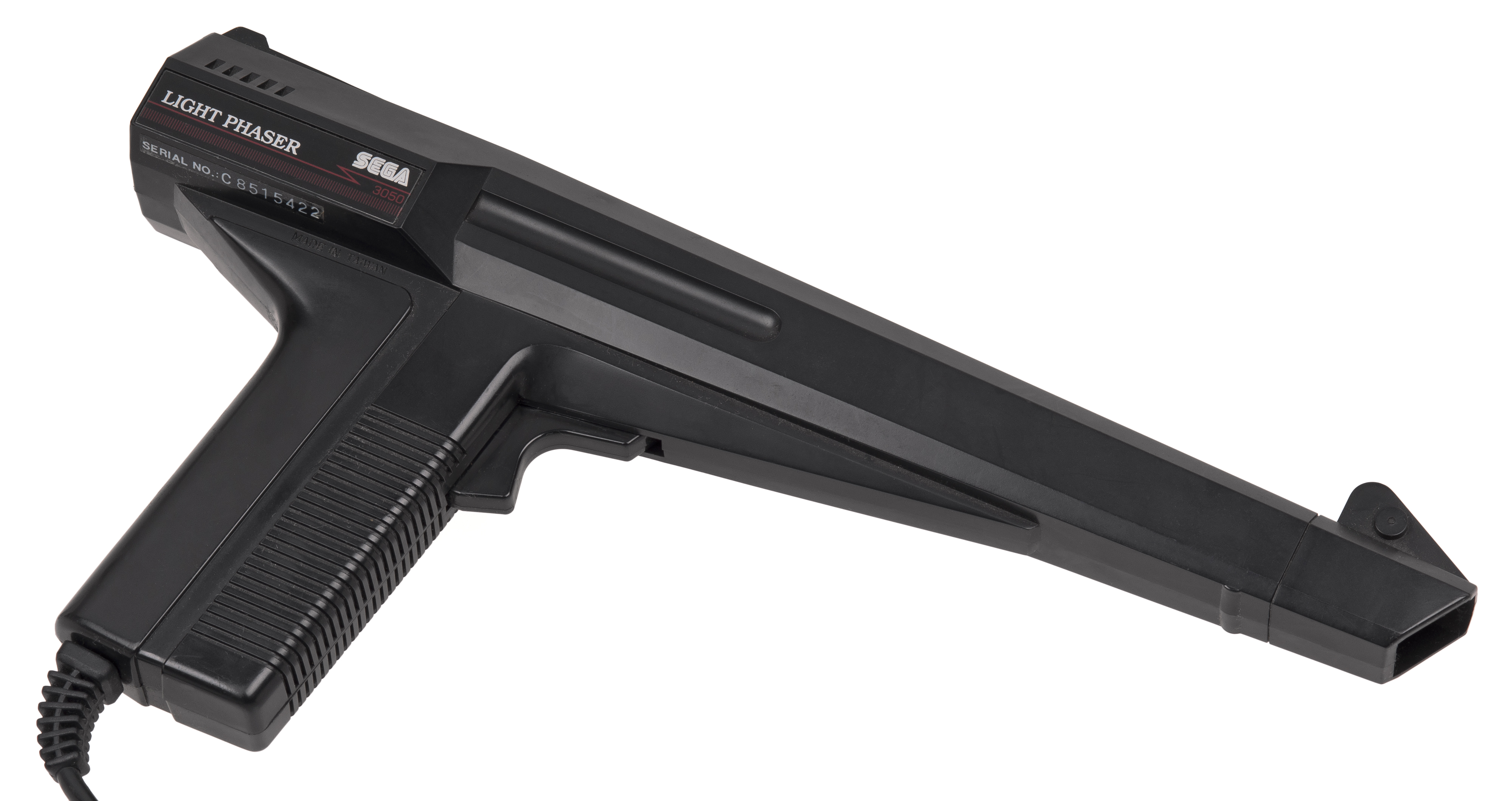
Світловий пістолет Light Phaser
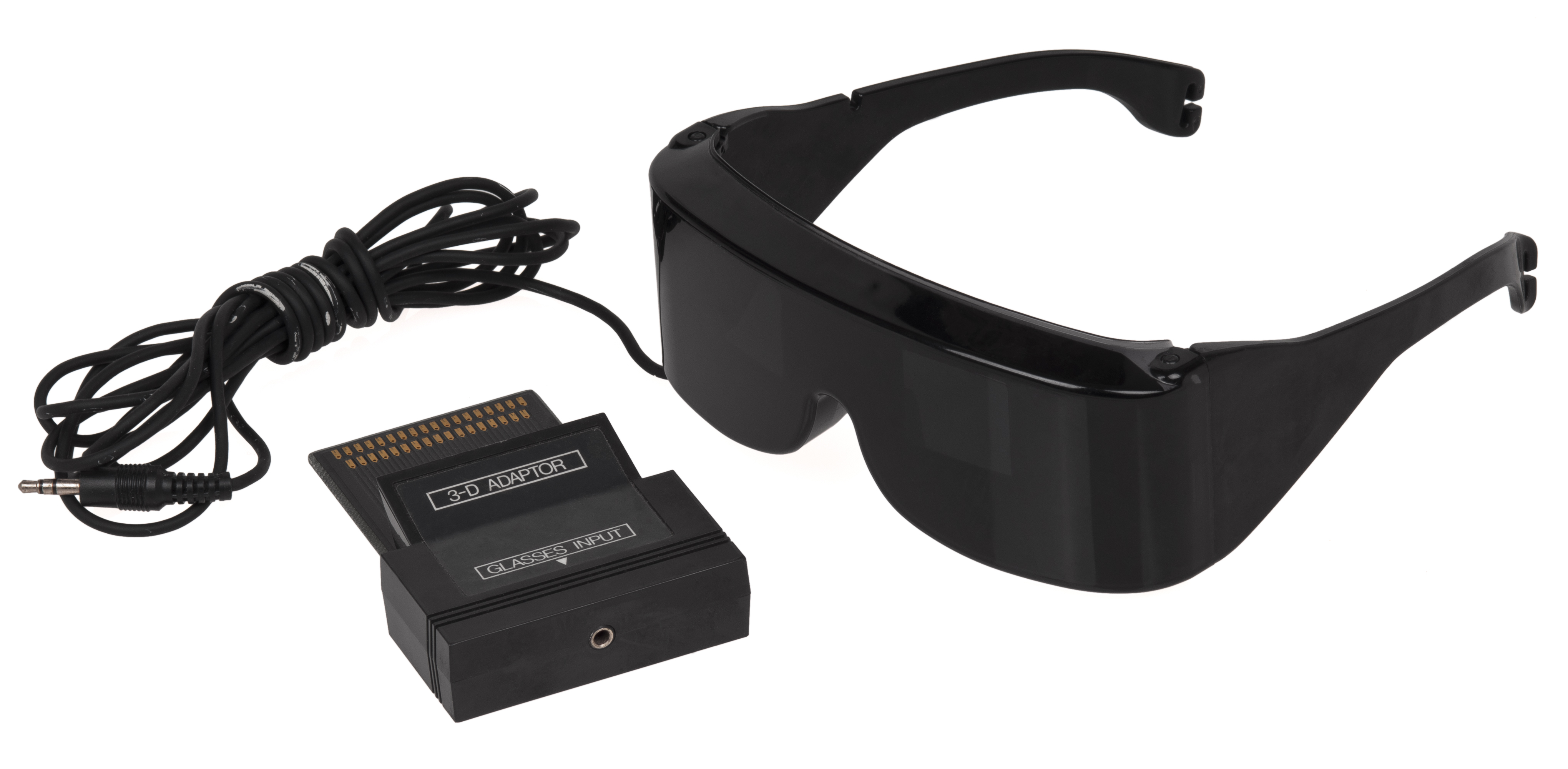
Стереоокуляри SegaScope 3-D
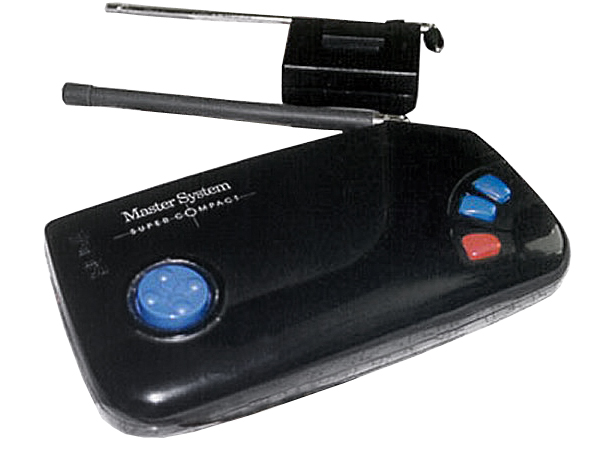
Master System 3 Compact
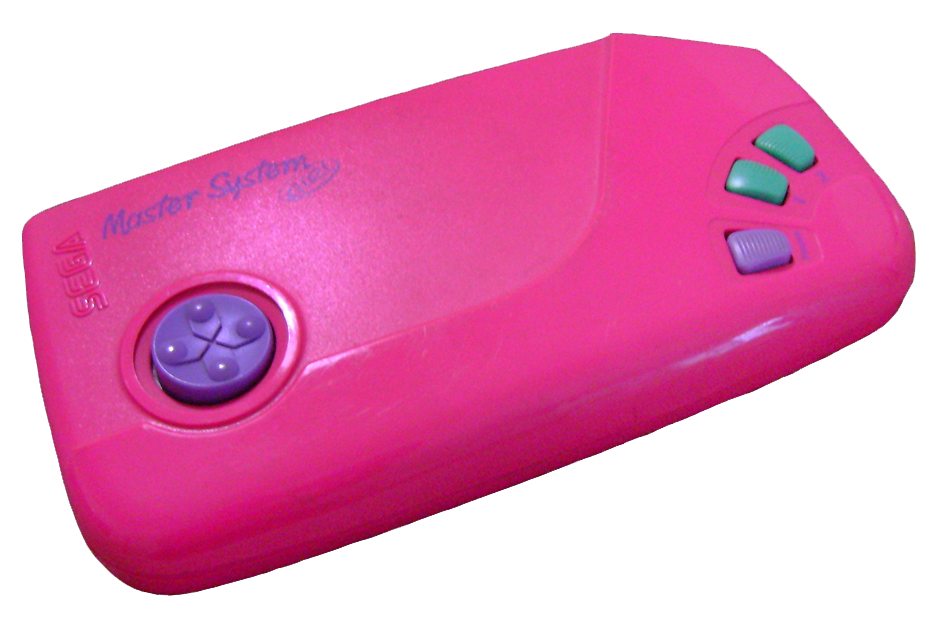
Master System Girl

### Аксесуари
Для Mark III та Master System було розроблено кілька аксесуарів, сумісних з обома версіями приставки. Геймпади приставок сконструйовані з корпусу прямокутної форми з хрестовиною та двома кнопками. Sega також представила додаткові контролери для Mark III, такі як paddle-контролер. У 1989 році був випущений контролер Handle Controller, що є комбінацією керма та авіаційної ручки. Трекбол Sega Sports Pad сумісний із трьома іграми, але не випускався у Європі. Також для приставки був випущений світловий пістолет під назвою Light Phaser, дизайн якого ґрунтувався на однойменній зброї з аніме Akai Kodan Zillion.
У 1987 році Sega випустила стереоокуляри SegaScope 3-D, які використовувалися в таких іграх як Space Harrier 3D. До складу Mark III включений опціональний радіопередавач, який дозволяє підключити приставку до телевізора через дециметровий інтерфейс UHF антени. SegaScope 3-D працюють за допомогою системи активного затвора, яка створює стереоскопічний ефект. Окуляри повинні бути підключені до слота Sega Card, тому вони не працюють із Master System II через відсутність цього слота. З окулярами сумісні вісім ігор, включаючи Zaxxon 3D, Maze Hunter 3D та Out Run 3D.

### Game Gear

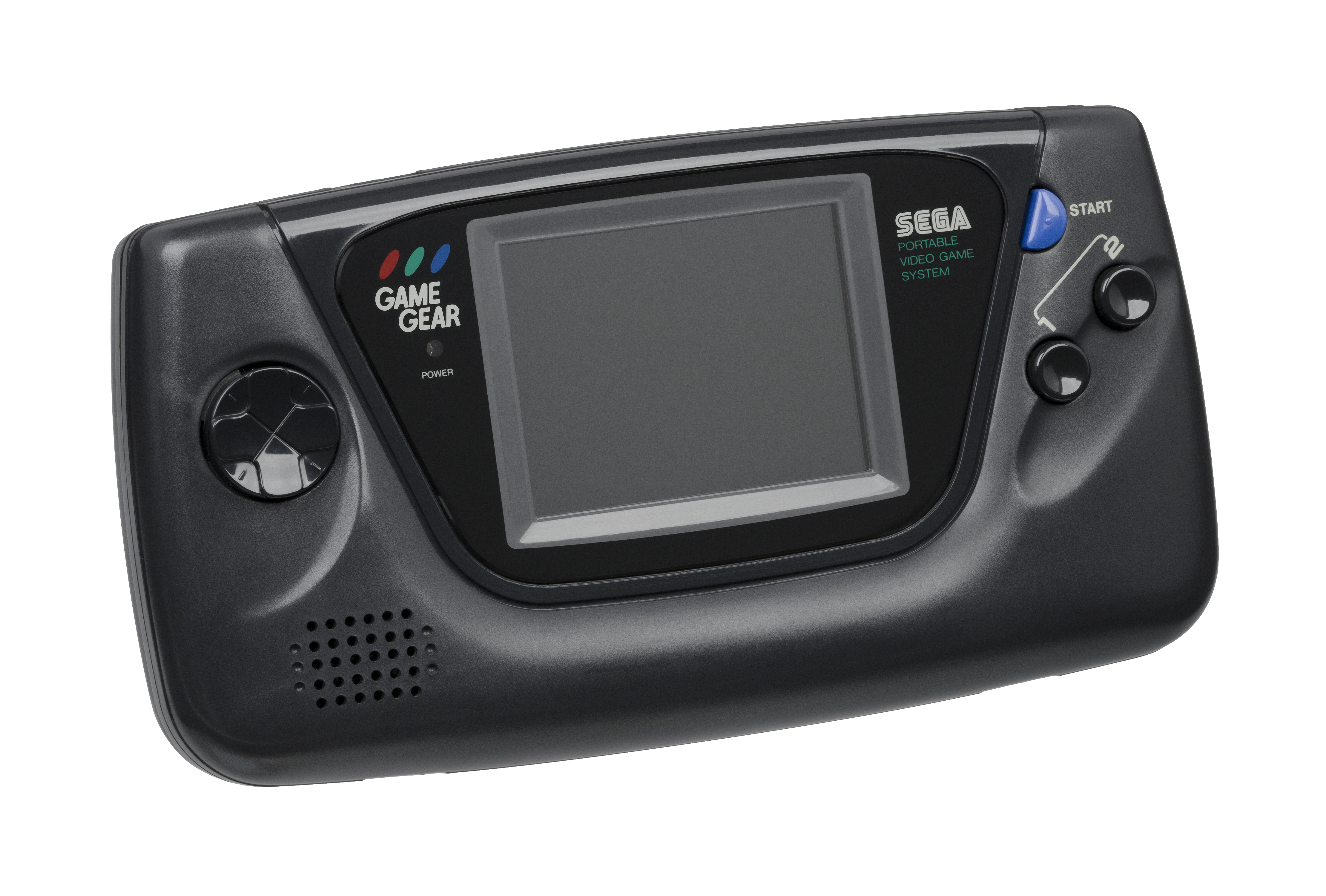
Game Gear була заснована на апаратному вмісті Master System, і мала багато спільного з ним

Game Gear — 8-бітна портативна гральна система, розроблена під кодовим ім'ям Project Mercury і заснована на архітектурі Master System. Вона була випущена 6 жовтня 1990 року у Японії, 1991 року у Північній Америці та Європі, й у 1992 року у Австралії. Game Gear спочатку продавалася за ціною 19 800 єн у Японії, 149,99 доларів США і 99,99 фунтів у Європі. Вона створювалася як конкурент Game Boy, який був випущений 1989 року компанією Nintendo. Незважаючи на подібність Game Gear і Master System, ігри останньої не підходили до портативної системи — в них можна було грати тільки за допомогою аксесуара Master System Converter. Більшість бібліотеки ігор Game Gear складається з ігор, які були портовані з Master System. При цьому компанія Tectoy займалася зворотним портуванням деяких ігор з Game Gear на Master System для бразильського ринку, оскільки в Бразилії Master System була більш популярна, ніж Game Gear.

## Ігри

Sonic the Hedgehog стала останньою офіційною грою для Master System виданою у США

Ігри для приставки видавалися у двох форматах — на картриджах, де містилося до 4 мегабіт даних, та на картках Sega Cards, з ємністю 256 кілобіт. Картки були простіші у виробництві в порівнянні з картриджами, і на них було видано такі ігри як Spy vs. Spy та Super Tennis. Проте, від Sega Cards поступово відмовилися через брак пам'яті. Для приставки були розроблені такі ігри як Psycho Fox, Golvellius і Phantasy Star, при цьому остання стала успішною франшизою Sega. Wonder Boy III: The Dragon's Trap отримала визнання як «справжня віха в дизайні відеоігор» завдяки своїй суміші ігрового процесу платформера з елементами рольових ігор. Окрім цього, вже після того, як виробництво Master System було припинено скрізь, крім Бразилії, компанія Tectoy випустила портовані версії ігор з інших приставок, такі як Street Fighter II та Dynamite Headdy.
Через практику ліцензування ігор Nintendo небагато сторонніх розробників робили ігри для Master System. За словами Демієна Макферрана, «Nintendo вимагала від розробників щоб вони робили ігри ексклюзивами для NES, і, враховуючи неприступну позицію, на якій знаходилася консоль, у небагатьох була воля відмовитися від цієї вимоги». За словами геймдизайнера Марка Черні, більшість ранніх ігор для Master System були розроблені протягом суворого тримісячного терміну, що негативно позначилося на їх якості. Computer Gaming World порівняв кількість нових ігор від Sega з «краплями води в пустелі», і вказав на те, що «коли одна з цих крапель гірка, її смак не так легко змити».
Оглядач Retro Gamer похвалив бібліотеку ігор для регіону PAL, назвавши її «чудовою бібліотекою цікавих портованих ігор та відмінних ексклюзивів», зазначивши, що вона пропонує значно більшу глибину, ніж те, що є в Північній Америці, і забезпечує «невеликий потік якісних ігор», які продовжували випускатися у Європі до середини 1990-х років. Такі ігри варіювалися від восьмибітних версій франшиз для Sega Genesis/Mega Drive — Sonic the Hedgehog та Streets of Rage — до ексклюзивів для PAL регіону, таких як Lucky Dime Caper, Asterix, Ninja Gaiden, Master of Darkness і Power Strike II.

## Прийом та спадщина
На 2009 рік обсяг продажів приставок Master System оцінювався — крім Бразилії — в 13 мільйонів примірників. Приставка в Європі та Бразилії досягла більшого та тривалого успіху, ніж у Японії та Північній Америці. У 1989 році Master System потрапила до списку 20 товарів, що найбільше продаються в сервісі NPD Group за відстеженням продажу іграшок в роздріб. Проте, у 1992 році у випуску Buyer's Guide журналу Electronic Gaming Monthly було заявлено про зниження інтересу до приставки. Чотири рецензента поставили приставці бали 5, 4, 5 і 5 з можливих 10 і відзначили, що Genesis має більший інтерес, а також те, що Master System не вистачає якісних ігор. Наступного року в Buyer's Guide 1993 вони поставили 2, 2, 3 і 3, написавши, що Sega закинула приставку та її продажу у Північній Америці, і навіть те, що нові ігри для неї більше не випускаються. Для порівняння, обсяг продажів NES від Nintendo склав 62 мільйонів примірників, що було більше за аналогічні показники Master System у кілька разів. Sega у наступному поколінні скоротила розрив у частках ринку з Nintendo, випустивши приставку Mega Drive, у якої продажі склали 30,75 мільйонів екземплярів, тоді як у конкурента Super Nintendo Entertainment System було 49 мільйонів.
Ретроспективні огляди приставки позитивно оцінювали її вплив на розробку Sega Mega Drive, але при цьому критикували малий розмір її ігрової бібліотеки. Дейв Бюшер у статті для Allgame написав, що «вона була приречена через відсутність підтримки з боку розробників програмного забезпечення, і в результаті до 1992 року майже зникла з американського ринку». У той самий час оглядач Retro Gamer похвалив бібліотеку для PAL регіону. Дам'єн Макферран в іншій статті для Retro Gamer написав, що «без цієї злочинно недооціненої машини Sega не змогла б досягти значного успіху з Mega Drive. Master System дозволила Sega експериментувати з переносами ігор з аркадних автоматів, інтелектуальною власністю, і навіть створити талісман як симпатичного хлопчика-мавпу Алекса Кідда». Сайт IGN в 2009 році поставив приставку на 20-е місце з 25, поставивши позаду обох її головних конкурентів, Atari 7800 (17-е місце) та Nintendo Entertainment System (1-е місце). Оглядач IGN зазначив, що у приставки мала бібліотека ігор, у яких якість дуже нерівномірна, як і основні проблеми приставки, і написав, що «між основними іграми могли проходити місяці, і будь-яка невдала гра робила ситуацію ще більш болючою».
За словами оглядача IGN, «попри свою обмежену аудиторію, у Master System була — і є досі дуже вірна база фанатів». У 2005 році Sega уклала з китайською компанією AtGames контракт на видання у Тайвані, Гонконгу та Китаї ігор від Master System у вигляді емуляційних продуктів. Деякі ігри були видані на Wii у сервісі Virtual Console. Першою грою, випущеною в Японії в цьому сервісі, стала Fist of the North Star, 26 лютого 2008 року. За нею 11 березня у тому ж регіоні вийшла Fantasy Zone. У Північній Америці першою грою з Master System, виданою для Virtual Console, стала Wonder Boy, що з'явилася там 31 березня 2008.

### Комментарі
1. ↑  SC-3000 — версія SG-1000 у вигляді домашнього комп'ютера.
2. ↑  англ. Installed base — кількість одиниць товару, що у використанні, на відміну від частки ринку, яка відображає лише продаж за певний період. Встановлена база — не те саме, що кількість проданих екземплярів, тому що деякі з них або не використовуються, або зламані, або втрачені, або замінені новими версіями.[51].

### Публікації
- McFerran, Damien. Retroinspection: Master System // Retro Gamer : magazine. — 2007. — No. 44 (11). — P. 48—53. — ISSN 1742-3155.
- Retroinspection: Sega Game Gear // Retro Gamer : magazine. — 2007. — No. 41 (09). — P. 78–85. — ISSN 1742-3155.